# Ръка, крак, уста
Болестта „Ръка, Крак, Уста“ се причинява от коксаки вирус A16 или от ентеровирус 71 (EV71). Често срещано заболяване е при децата
Болестта протича с невисока температура и появата на обриви по ръцете, краката, седалището, които бързо се превръщат в сивкави везикули.
Отзвучава за 5-10 дни, независимо дали е причинена от EV71 или А16.
Лечението е насочено към превенция на усложненията. След преболедуване организмът изгражда имунитет срещу повторно заболяване.
Предпазните мерки са класически: миение на ръцете, дезинфекция на облекла и повърхности и пр.